# Georges Cloetens
Georges Cloetens, né Josse Léopold Cloetens le 7 mars 1871 à Bruxelles et mort le 13 août 1949 à Ixelles, est un facteur d'orgue et inventeur belge, principalement connu pour l'invention de l'orphéal (en) (1908) et du luthéal (1919).

## Biographie

### L'artisan
Georges Cloetens est le fils de Jacques-Jean-Baptiste Cloetens, doreur de métal, et de Jeanne Catherine De Jongh. Ils résident rue des Quatre Bras, à Bruxelles, en 1871. Il fréquente le Conservatoire royal de Bruxelles, où il suit notamment l'enseignement d'Arthur De Greef.
Georges réalise sa formation de facteur d'orgue dans les ateliers de Pierre Schyven, à Ixelles. Ce dernier, ancien apprenti de Joseph Merklin, est un facteur d'orgue et inventeur, à qui l'on doit plusieurs instruments, dont l'orgue à trois claviers de l'église royale de Laeken ou encore celui de la Salle philharmonique de Liège.
Cloetens reste attaché à son maître jusqu'en 1897, date à laquelle il installe ses premiers ateliers au 14, rue du Belvédère, à Ixelles, ateliers qu'il déménage dès 1901 au 37, rue de Lausanne, à Saint-Gilles. Durant la Grande Guerre, il est possible qu'il déménage au 52, avenue Fondroy, à Uccle. En effet, Cloetens est référencé, sur ses brevets, comme résidant à Saint-Gilles jusqu'en 1913 ainsi qu'à partir de 1920, et à Uccle pour l'année 1919.
Il a un apprenti, Théophile Boeckx.

### L'instrumentiste
En sa qualité d'organiste, Georges Cloetens organise un bon nombre de concerts, pour des inaugurations d'orgues ou la promotion de ses inventions, ou participe à des représentations en tous genres (soirées divertissantes, représentations d’œuvres originales, ...). Son répertoire compte des œuvres de compositeurs anciens comme récents : Henry Purcell, Georg Friedrich Haendel, Giovanni Bolzoni, Enrique Granados, Claude Debussy, Wolfgang Amadeus Mozart, Richard Wagner, ...
Lors de ses promotions d'instruments, il est amené à côtoyer des personnalités de hauts rangs. Par exemple, une démonstration de son orphéal en 1912 :
Le ministre de la justice et Mme Henry Carton de Wiart ont offert le 8 février un diner suivi de réception, durant laquelle M. Georges Cloetens a donné une audition d'Orphéae, très écoutée et applaudie. Parmi les invités : S. Exc. le ministre des États-Unis d'Amérique et Mme Larz Anderson ; S. Exc. M. Nabeshima, ministre du Japon ; le président de la Chambre et Mme Cooreman ; le représentant et Mme Verhaegan ; le baron et la baronne Adolphe de Cuvelier ; M. et Mme Louis Terwindt ; la baronne van Eetveld ; M. et Mme Alexandre Halot ; Mme Gaston de Gerlache de Gomery ; M. et Mme René Janssens ; le baron et la baronne Emmanuel Coppens d'Eesthenbrugge ; les représentants d'Allemagne, Van Cleemputte, Standaert, Van Cauwenbergh ; M. Georges de Golesco ; M. de Formanoir de la Cazerie ; M. Joseph Nève ; M. de Bue, représentant ; Mlles de Prelle de la Nieppe ; la baronne Valentine Coppens ; M. Etienne Verhaegen, etc..
Cloetens côtoie également certaines personnalités de son époque : le pianiste Clément Doucet ; le compositeur George Gershwin ; la mezzo-soprano Livine Mertens ; le compositeur Joseph Jongen. Il est également soutenu par les conservateurs du Musée instrumental du Conservatoire de Bruxelles, Victor-Charles Mahillon, Ernest Closson et René Lyr.

## Ses orgues
En tant que facteur d'orgue, le travail de Georges Cloetens comprend, d'une part ses interventions de restauration et/ou de modification, et d'autre part, ses productions personnelles. Ses travaux se font exclusivement dans des édifices religieux, mais certains ont été remplacés, car trop délabrés.

### Orgues restaurés et/ou modifiés
- Collégiale Notre-Dame, Huy (1901)
- Cathédrale Saint-Sauveur, Bruges (1902)
- Église Saint-Bertin, Poperinge (1903)
- Gohissart (1907)
- Wichelen-Termonde (1912)
- Congrégation des Franciscaines Missionnaires de Marie, Anvers (1913)
- Cathédrale Saint-Bavon, Gand (1913)
- Waterland (1913)
- Couvent des Barnabites, Saint-Gilles-lez-Bruxelles (1925)
- Église paroissiale, Maredret (1935)

### Orgues fabriqués
- Collège Saint-Louis, Bruges (1903)
- Abbaye des Bénédictines, Maredret (1903)
- Abbaye des Prémontrés, Leffe-lez-Dinant (1905)
- Abbaye de Maredsous (1907)
- San Bento d'Olinda, Pernambouc (Brésil) (1907)
- Saint-Roch, Blankenberge (1907)
- Lustin (1907)
- Mornimont (1908)
- Foy-Notre-Dame (1909)
- Abbaye du Mont-César, Louvain (1910)
- Senzeilles (1910)
- Saint-Henri, Linthout[22] (1911)
- Église Sainte-Walburge, Oudenaarde[23] (1911)
- Petit Séminaire, Malines (1912)
- [Basilique d'Héliopolis] (Égypte)[24] (1914)

## Inventions

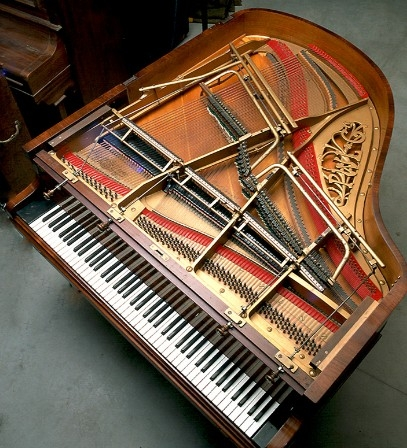
Luthéal, présenté au musée des Instruments de musique de Bruxelles.

Les inventions de Georges Cloetens sont, soit des inventions originales, soit des améliorations de ces dernières. Elles sont fabriquées par l'inventeur jusque dans les années 1920, pour ensuite l'être par la maison Cavaillé-Coll,, à Paris.
Cloetens dépose son premier brevet qui concerne un instrument en 1908. Il s'agit de l'orphéal. Ce dernier se présent comme un tuyau "pouvant être utilisé comme tuyaux d'orgues, trompes ou cornets d'automobiles ou de vélos, cornets d'alarme, etc., fonctionnant à air comprimé ou à embouchure (séparément ou par groupe)", car grâce à un système d'anches.
En 1919, il dépose son premier brevet pour son luthéal. Cette invention n'est pas un instrument en lui-même, mais un dispositif placé dans un piano, agissant sur les cordes pour en modifier les harmoniques (et donc le timbre), ou en agissant directement sur la manière de frapper les cordes.
Il invente d'autres instruments qui auront beaucoup moins de succès que ces deux derniers, le cantacorde en 1927, instrument monocorde, ou encore un « instrument à cordes ou à lames » en 1931.
Cloetens se concentre également sur l'amélioration des instruments déjà existants. Il va notamment améliorer le système des anches libres, des systèmes de pression d'air, ainsi que l'utilisation des vibratos et trémolos pour les harmoniums et les orgues.

## Postérité
Le manque d'information ne permet pas de préciser le nombre d'instruments fabriqués par Georges Cloetens, et ensuite par la maison Cavaillé-Coll.

L'intérêt pour l'orphéal est intense, mais éphémère. Il est fort apprécié par des personnalités comme Alfred Cortot et Pierre Monteux, les conservateurs Victor-Charles Mahillon, Ernest Closson et René Lyr, et surtout, Maurice Ravel. Ce dernier va d'ailleurs écrire une partie de l’œuvre Ma mère l'Oye (1908 – 1910) pour l'instrument. Les critiques dithyrambiques ne manquent pas :
"Je crois sincèrement que votre invention est non seulement appelée à un grand succès mais aussi qu'elle révolutionnera la facture d'orgue." Charles-Victor Mahillon.
"Instrument unique en son genre [...] et se prête à une foule d'ingénieux accouplements de sonorités." Paul Dukas.
"Invention géniale qui prendra une place prépondérante dans tous les pays où l'art musical est en honneur." Pierre Monteux.
"Instrument indispensable aux musiciens professionnels." Albert Wolff.
"La plus extraordinaire invention que je connaisse." Joseph Bonnet.
Cloetens reçoit le Grand Prix avec félicitation du jury à l'Exposition universelle de Bruxelles de 1910, pour son invention. 
Un exemplaire de l'orphéal est présent, dans un état de restauration, au MIM, à Bruxelles. Deux exemplaires sont encore fonctionnels : le premier se trouve dans l'orgue de Viroinval (province de Namur), construit par Cloetens ; le second a été restauré dans l'orgue de l'église Sainte-Walburge d'Oudenaarde par la manufacture d'orgue Thomas, en 2010 – 2011, sur base de l'orgue de Viroinval.
Le luthéal va également avoir son succès. Il est utilisé par Maurice Ravel dans ses œuvres Tzigane (1924) et L'enfant et les sortilège (1919 – 1925), par Franz Lehàr dans Amour Tzigane (1910) dans des représentations postérieures à la création de l’œuvre,,, ou encore par Gustave Samazeuilh qui réalise des arrangements d’œuvres de Gabriel Fauré, Camille Saint-Saëns. L'instrument est ensuite oublié, mais retrouvé dans la seconde moitié des années 1970 par le violoniste Theo Olof dans les caves du MIM. Après restauration, cet instrument est le seul représentant de son espèce jusqu'en 1987, date à laquelle le gouvernement français fait construire un luthéal pour le cinquantième anniversaire de la mort de Ravel, à la demande du Musée de la musique de Paris.